# Ernesto Serrano
Ernesto Serrano Avilés, (nacido el 12 de marzo de 1974 en Granada, Andalucía) es un exjugador de baloncesto español. Con 1.82 de estatura, su puesto natural en la cancha era el de base. 

## Trayectoria
- Cantera Unicaja Málaga
- Unicaja de Málaga (1994-1996)
- Melilla Baloncesto (1996-1997)
- Seixal F.C. (1997-1998)
- Unicaja de Málaga (1998-1999)
- Portugal Telecom. (1999-2000)
- CB Granada (2000-2003)
- CB Ciudad de Algeciras (2003-2005)
- CB Enrique Soler (2007-2008)